# Ferrocentral

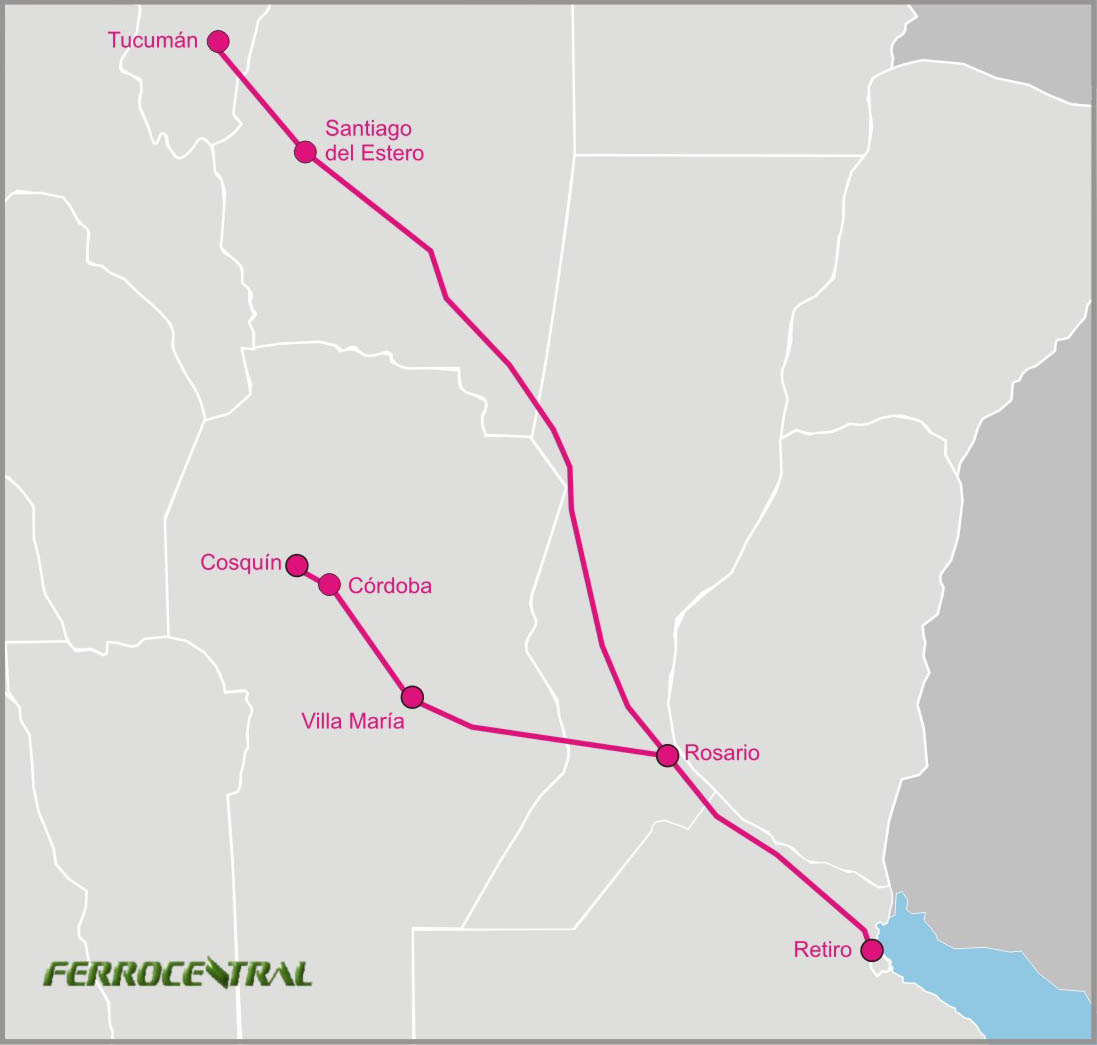
Mapa de la red servida por Ferrocentral.

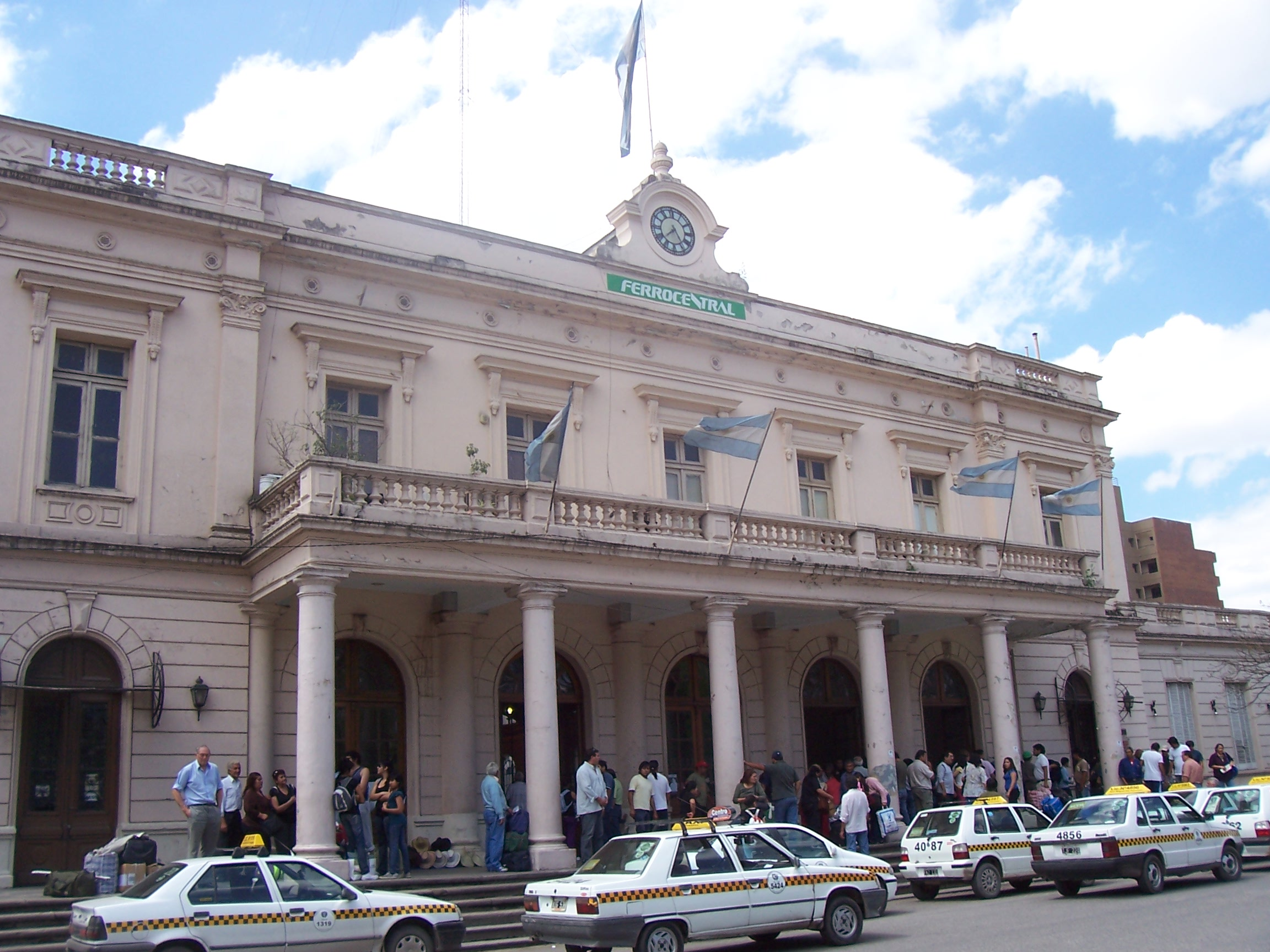
Estación de Ferrocentral en San Miguel de Tucumán.

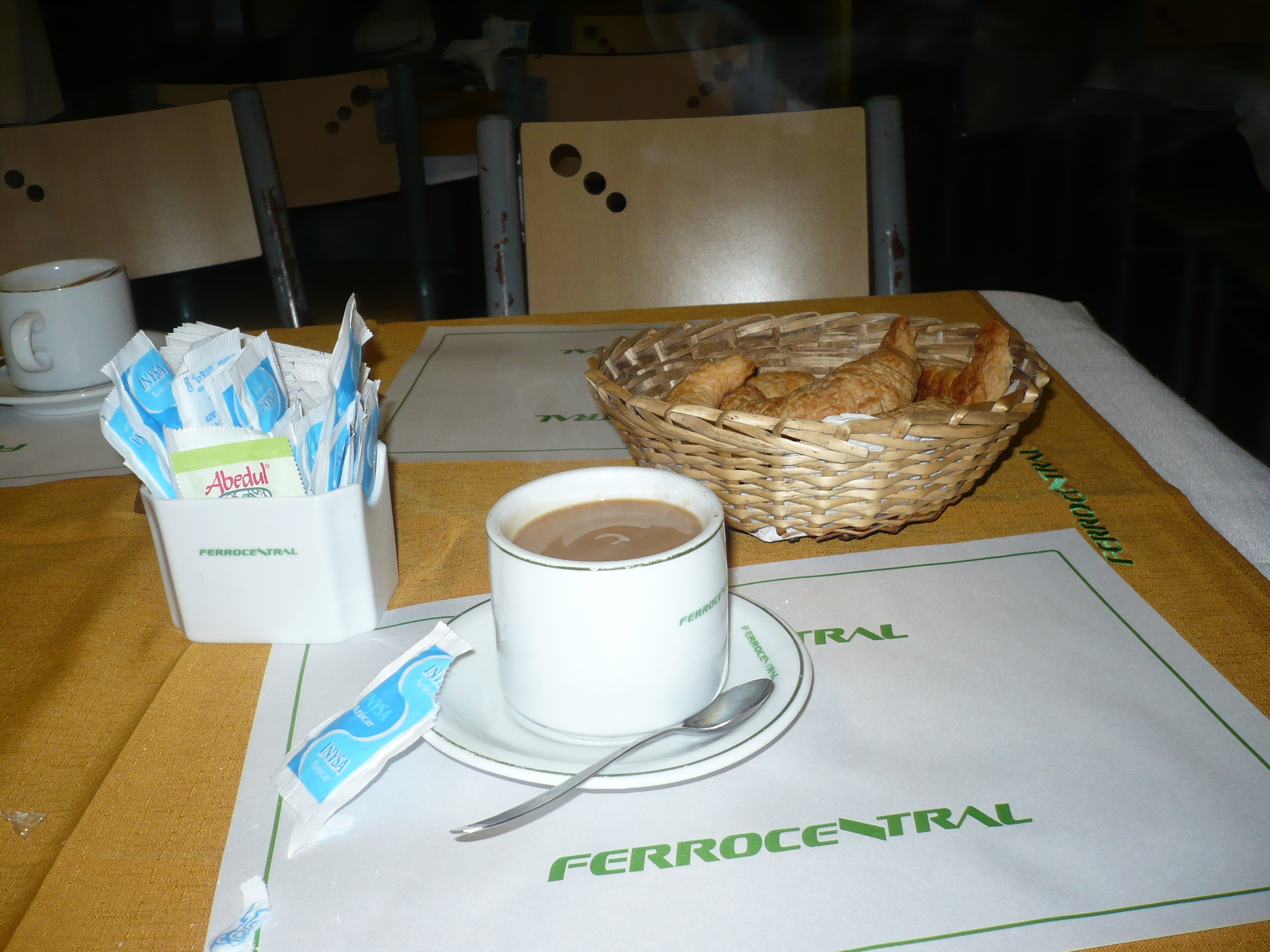
Servicio de desayuno en el coche comedor.

Ferrocentral fue una empresa ferroviaria argentina que operó el servicio de transporte de pasajeros desde Buenos Aires hacia el centro y el noroeste del país. A partir del 8 de noviembre de 2014 los servicios quedaron bajo la órbita de la empresa estatal SOFSE.

## Conformación societaria
Estuvo formada por otras dos empresas ferroviarias, Nuevo Central Argentino (concesionaria de la red de cargas del Ferrocarril General Bartolomé Mitre, propiedad del senador nacional Roberto Urquía) y Ferrovías (concesionaria del servicio de pasajeros metropolitano de Buenos Aires de la Línea Belgrano Norte).
En 2013, el ministro del Interior y Transporte de Argentina, Florencio Randazzo, firmó una nueva resolución para que la Operadora Ferroviaria Sociedad del Estado (SOFSE) y la Administración de Infraestructuras Ferroviarias (ADIF) comiencen a operar los servicios de los trenes que conectan Retiro con las ciudades de Córdoba y San Miguel de Tucumán. Con la participación de la Comisión Nacional de Regulación del Transporte (CNRT), la SOFSE y la ADIF deberán realizar una evaluación del material rodante, de los bienes muebles e inmuebles afectados a la prestación de los servicios ferroviarios involucrados y establecer el estado de situación de los mismos.

## Servicios
Ferrocentral comenzó en 2005 a correr trenes de pasajeros en vías del Ferrocarril Mitre con destino a la ciudad de Córdoba, partiendo de la porteña estación Retiro y previo paso por Rosario, en la provincia de Santa Fe.
En 2006 se iniciaron servicios a Tucumán, pasando por Rosario y La Banda, en Santiago del Estero.
Los servicios son en sí una reactivación de aquellos prestados hasta principios de los años 1990 por la antigua empresa estatal Ferrocarriles Argentinos, cuando las reformas económicas del entonces presidente Carlos Menem llevaron a la cancelación de los servicios de larga distancia, concesión de ramales y servicios, y posterior disolución total de la empresa.
La empresa prestaba servicios con el siguiente material tractivo:
- Corredores Córdoba y Tucumán: 
  - General Motors GT22 CW N.º 9021 N.º 9026 N.º 9093 Y N.° 9095
  - Alco RSD16 N.º 8248 Y N° 8230.

- Corredor Villa María-Córdoba:
  - Fiat GAIA N.º 004
  - English Electric 1400 N.º 1425.
  - Alsthom serie 1900 N.º 1933